# Marie Henrietta de La Tour d'Auvergne
Marie Henrietta de La Tour d'Auvergne (Marie Anna Henrietta Leopoldina; 24. října 1708 – 28. července 1728, Hilpoltstein) byla šlechtična z rodu La Tour d'Auvergne. Od roku 1710 suo jure markraběnka z Bergen op Zoom.

## Život
Marie Henrietta se narodila ve Francii jako jediné dítě Františka Egona de La Tour d'Auvergne a jeho manželky Marie Anny de Ligne, dcery Filipa Karla, 3. vévody z Arenbergu. Jako členka rodu La Tour d'Auvergne měla titul Její Výsost.
Přes otce byli jejími sestřenicemi a bratranci například Anna Marie Luisa de La Tour d'Auvergne, kněžna ze Soubise, manželka maréchala de Soubise; a vévoda z Bouillonu. Její švagrovou byla Anna Kristina Sulzbašská, princezna z Piemontu, manželka prince Karla Emanuela z Piemontu.
15. února 1722 se jako třináctiletá provdala za o osm let staršího Jana Kristiána, mladšího syna sulzbašského falckraběte Teodora Eustacha a jeho manželky Marie Eleonory Hesensko-Rotenburské. Manželé spolu měli dvě děti: syna narozeného v roce 1724 a dceru narozenou v roce 1728. Marie Henrietta zemřela 28. července 1728 ve věku devatenácti let v Hilpoltsteinu, měsíc po smrti dcery.
V roce 1731, tři roky po její smrti, se její manžel oženil s Eleonorou Hesensko-Rotenburskou, dcerou lankraběte Leopolda Ernesta a Eleonory z Löwenstein-Wertheim. Pár neměl potomky.

## Potomstvo
Za šest let manželství Marie Henrietta porodila dvě děti:
- Karel Teodor Falcký (11. prosince 1724 – 16. února 1799)
- Marie Henrietta Falcko-Sulzbašská (20. května 1728 – 25. června 1728)